# Cataclysme conturbata
Cataclysme conturbata là một loài bướm đêm trong họ Geometridae.